# The Re Advocate

The Re Advocate est une mixtape du rappeur américain Game. C'est la suite de l'album Doctor's Advocate. Mise en vente en 2007.

## Liste des titres
1. Still Me ft Mya
2. Colors ft Rick Ross, Sean Kingston
3. Won't Stop
4. My B....
5. Around The Way ft Keyshia Cole
6. Murda
7. Gutter
8. Beautiful Life
9. Maniac
10. Cali Niggaz
11. Gangsta S... (Vida Diss)
12. U Krazy
13. Feelin It ft Young Rob
14. My 6.4 ft Snoop Dogg, Bun B
15. Invisible Felon
16. Hustler's ft Nas
17. Gangsta Bop ft Akon
18. The Pledge